# Financial Accounting Standards Board
Le Comité des normes comptables et financières, plus connu sous son nom anglais de Financial Accounting Standards Board ou sous son acronyme de FASB, est une association à but non lucratif, non gouvernementale, dont le but est de développer les principes comptables généralement reconnus (GAAP) aux États-Unis, dans l'intérêt du public. En 1973, la Securities and Exchange Commission (SEC) a désigné le FASB comme l'organisme responsable de l'établissement des normes comptables pour les entreprises cotées aux États-Unis.

## histoire
Le Comité a été créé en 1973, en remplacement du « Comité pour les principes comptables » (Accounting Principles Board) et du « Comité de la procédure comptable » de l'Institut américain des comptables publics certifiés, par  la Financial Accounting Foundation, une fondation américaine dédiée à la comptabilité financière, crée le 30 juin 1972 à Norwalk (Connecticut, États-Unis), mais basée à Norwalk (Connecticut, États-Unis), déposée sous statut de Société sans actions dans le Delaware, dirigée par John Auchincloss (directeur exécutif) et se présentant comme organisation indépendante du secteur privé, visant à assurer l'objectivité et l'intégrité des normes d'information financière . La FAF exploite aujourd'hui quatre succursales internes : le Financial Accounting Standards Board (FASB), le Governmental Accounting Standards Board (GASB), le Financial Accounting Standards Advisory Council (FASAC) et le Governmental Accounting Standards Advisory Council (GASAC).
Au début des années 1970, Marshall Armstrong, quand il présidait l'American Institute of Certified Public Accountants (AICPA), a nommé un groupe de sept hommes (le « Comité du blé »)  pour examiner l'organisation et le fonctionnement du Conseil des principes comptables, afin de déterminer quels ajustements étaient nécessaires pour faciliter des résultats plus précis et plus rapides.
Leurs conclusions, « Report of the Study on the Establishment of Accounting Principles », ont été publiées en mars 1972 et ont proposé plusieurs changements, y compris la création de la Financial Accounting Foundation, distincte des autres cabinets professionnels, qui serait supervisée par le conseil d'administration. Le FASB a été conçu comme un organisme à temps plein pour s'assurer que les délibérations des membres du conseil encouragent une large participation, tiennent compte objectivement des points de vue de toutes les parties prenantes et ne sont pas influencées ou dirigées par des intérêts politiques ou privés.
Le rapport sur le blé recommandait également la création du « Financial Accounting Standards Advisory Council », un conseil consultatif de 20 membres dont les membres ont un mandat initial de 1 an, qui pourrait être renouvelé indéfiniment, et de définir explicitement les projets de recherche du FASB, afin d'assurer des résultats opportuns et appropriés.
En 1973, la Securities and Exchange Commission (SEC) des États-Unis a publié l'Accounting Series Release No. 150 (ASR 1973) stipulant que les déclarations du FASB seront considérées par la SEC comme ayant un « soutien substantiel faisant autorité ». La même année, le FASB a publié sa première norme (Statement of Financial Accounting Standards No. 15).
Plus de 30 ans plus tard, la crise de 2008 a montré que la dérégulation de certains secteurs de l'économie et l'évolution des standards d'évaluation comptable n'a pas permis d'éviter la crise, néanmoins certains économistes estiment que "pour un large échantillon de sociétés cotées aux États-Unis (...) le conservatisme comptable inconditionnel et conditionnel contribue à réduire le risque de faillite. Ces éléments de preuve sont pertinents pour l’établissement de normes comptables, la réglementation financière et la gestion des risques financiers, et contribuent à expliquer la présence de longue date du conservatisme en tant que caractéristique omniprésente de la comptabilité financière),.

## Missions
Le FASB s'est donné pour mission « d'établir et d'améliorer les normes de comptabilité et d'information financière pour l'orientation et l'éducation du public, y compris les émetteurs, auditeurs et utilisateurs d'informations financières. »
Ces normes reprennent périodiquement de l'importance, notamment au gré des grands scandales bancaires et financier (ex : Scandale Enron, World Com, Vivendi...) qui ont été permis ou favorisés par l’asymétrie d'informations entre d'une part les dirigeants et certaines parties prenantes des entreprises et d'autre part le public, les investisseurs et certains organismes de contrôle. La diffusion d'information falsifiée et en particulier de présentations mensongères des comptes sont en partie à l'origine de la crise de 2008 dans le cadre de la spéculation financière encouragée par le développement des marchés financiers. Les normes IFRS sont censées y remédier (elles sont délivrées par l'International Accounting Standards Board (IASB), anciennement "International Accounting Standards Committee" ou IASC).
En outre, la décision de l'Union Européenne d'adopter obligatoirement et intégralement les normes IFRS à compter de 2005 pour les comptes consolidés des sociétés.

### Groupe consultatif sur la crise financière (GCFC)
En 2008, au début de la crise, le FASB et l'International Accounting Standards Board créent le Financial Crisis Advisory Group – un groupe international d'organismes de normalisation – qui a coordonné les réponses « sur l'avenir des normes mondiales à la lumière » de la crise financière de 2007-2010.
Le GCFC était composé de 15 à 20 hauts dirigeants des finances et présidé par Harvey Goldschmid et Hans Hoogervorst avec pour mandat d'enquêter sur les problèmes d'information financière découverts par la crise financière mondiale. Les membres du GCFC comprenaient Stephen Haddrill et Michel Prada, membre du Centre international pour la réglementation financière (CIRF) et coprésident du Council on Global Financial Regulation, membre du Groupe consultatif sur la crise financière 
Haddrill, qui était le seul représentant du Royaume-Uni au sein du GCFC, est chef de la direction du Financial Reporting Council (FRC) au Royaume-Uni et s'intéresse de près aux normes comptables.
Le FCAG a publié un rapport en juillet 2009 concluant, entre autres, que le FASB et la SEC avaient subi des pressions de la part de politiciens et de banques pour modifier les normes comptables afin de protéger les banques de l'impact de leurs prêts hypothécaires toxiques,,. Juste avant le rapport au G20, et en référence à la pression politique exercée sur les normalisateurs « pour qu'ils modifient les règles comptables à la juste valeur en raison de suggestions selon lesquelles cela a exacerbé la crise financière », Haddrill a mis en garde : « Qui voulons-nous pour établir des normes comptables ? Pas les politiciens, c'est clair. Mais nous ne voulons pas non plus d'experts emballés sous vide dans un monde qui leur est propre ».
Des standards adaptés ont été développés pour des cas particuliers (ex : finance islamique, micro-entités, cryptoactifs (en septembre 2023, le fASB a annoncé lancer, en tenant compte de retour de l'ASU, une norme sur les actifs cryptographiques faisant qu'« une entité serait tenue d'évaluer ultérieurement certains actifs cryptographiques à leur juste valeur, les variations de la juste valeur étant incluses dans le bénéfice net au cours de chaque période de déclaration. »...)

## Fonctionnement, gouvernance
Le FASB est basé à Norwalk (dans le Connecticut), et est dirigé par sept membres à temps plein du conseil d'administration, dont le président, nommé par la Financial Accounting Foundation (FAF) pour un mandat de cinq ans et éligible à un renouvellement de mandat.
Les qualifications demandées pour siéger au FASB sont notamment l'expérience professionnelle et réaliste de professions telles que l'information financière, les services d'investissement et la planification financière. Les membres du conseil d'administration viennent aussi des secteurs universitaire, gouvernementaux et des affaires et du Droit,.
Le conseil d'administration est appuyé par plus de 60 employés.
| Membre            | Expiration du mandat |                               |
| ----------------- | -------------------- | ----------------------------- |
| Richard R. Jones  | président            | son 1er mandat expire en 2027 |
| James Kroeker,    | vice-président       | son 2e mandat expire en 2024  |
| Christine Botosan |                      | son 2e mandat expire en 2026  |
| Marsha Hunt       |                      | son 2e mandat expire en 2027  |
| Susan Cosper      |                      | son 1er mandat expire en 2024 |
| Frédéric Cannon   |                      | son 1er mandat expire en 2026 |
| Gary Buesser      |                      | son 1er mandat expire en 2023 |

En décembre 2019, le conseil d'administration de la FAF a annoncé que Richard Jones succéderait à Russell Golden à sa présidence du FASB à l'expiration de son mandat à la fin du mois de juin 2020.

### Surveillance
Le FASB est soumis à une surveillance par la Financial Accounting Foundation (FAF), qui sélectionne les membres du FASB et du Governmental Accounting Standards Board et finance les deux organisations.
 
Le conseil d'administration de la FAF se constitue via un processus de nomination auquel participent plusieurs organisations des secteurs de l'investissement, de la comptabilité, des affaires, des finances et du gouvernement, mais qui est finalement choisi par le conseil existant.
Le processus de sélection a été modifié en 2008 pour atténuer l'influence du secteur privé au sein du conseil d'administration.

## Analyses critiques du FASB
La vision du FASB (notamment concernant la pertineence, la définition et le rôle du Business model et du reporting intégré) a été comparée à celle de l'IIRC avec celle et d'autres sources académiques, travail qui a souligné les limites et les enjeux de l'harmonisation des normes de reporting financier et extra-financier (dont l'approche de l'IIRC).
Impact des normes IFRS (International Financial Reporting Standards) sur la gestion des résultats : cas des entreprises CAC40.
En 2005, l'Union européenne a adopté les normes IFRS qui influe notamment sur la qualité de l'information financière des entreprises françaises cotées au CAC40.
En 2021, Chambost & Praquin (respectivement du CNAM et de l'Université Paris-Saclay), dans un article Ombres et lumières de l'analyse financière, proposent une réflexion critique des fondements et des limites de l'analyse financière, montrant notamment les divergences entre les normes comptables internationales (IFRS) et les normes américaines (FASB), ainsi que les enjeux éthiques et sociaux liés à la production et à l'utilisation de l'information financière.